# イアンク対ブルネッティ事件
イアンク対ブルネッティ事件（イアンクたいブルネッティじけん、Iancu v. Brunetti）No. 18–302, 588 U.S. ___ (2019)は、は、ランハム法に基づく商標登録に関連して争われたアメリカ合衆国連邦最高裁判所の裁判。この裁判では、「スキャンダラス」な商標の登録を拒否することができるランハム法の規定が、アメリカ合衆国憲法修正第1条の表現の自由保護条項に照らして違憲であるかどうかが審理された。2019年6月に最高裁は、「不道徳」または「スキャンダラス」な商標に対する制限を行うことを可能とするランハム法の規定は、米国特許商標庁が合衆国憲法修正第一条に違反し、見解に基づく差別を行うことを認めているため違憲であると判決した。
この裁判は、「Fuct」という名前のアパレルブランドが、その言葉が卑猥語を連想させるとして商標登録を拒否されたことが発端となった。